# Boris Merhaut
Boris Merhaut (6. ledna 1924–2016) byl český indolog a jedna z českých postav hnutí Nového věku.
Po gymnáziu studoval psychologii, pedagogiku, knihovnictví, indologii, hindštinu a religionistiku. V letech 1954–1971 působil v Orientálním ústavu AV. Toto místo musel opustit z politických důvodů. V letech 1972–1974 působil ve Zdravotnických novinách.
Spolu s manželkou vytvořili jogínské centrum v osadě Budínek u Dobříše.
Po Sametové revoluci se přestěhovali do Dobříše a zde se stal jedním z propagátorů New age, tehdy se v České republice rozvíjejícího. Merhaut zde vnesl termín „hlubinné ekologie“ norského filosofa Arne Næsse (1912–2009). Merhaut ji doplnil o další esoterní prvky. Experimentoval také s psychotropními látkami.
Byl ve styku rovněž s pražskou obcí unitářů.

## Literární činnost
Jóga: od staré Indie k dnešku (1971) 
Chalil Džibrán: Prorok - překlad do češtiny spolu s manželkou